# Long Day Good Night
Long Day Good Night è il tredicesimo album in studio del gruppo musicale progressive metal statunitense Fates Warning, pubblicato nel 2020.

## Tracce
1. The Destination Onward – 8:12
2. Shuttered World – 5:13
3. Alone We Walk – 4:43
4. Now Comes the Rain – 4:14
5. The Way Home – 7:43
6. Under the Sun – 5:49
7. Scars – 5:04
8. Begin Again – 4:05
9. When Snow Falls – 4:15
10. Liar – 4:23
11. Glass Houses – 3:35
12. The Longest Shadow of the Day – 11:29
13. The Last Song – 3:50

## Formazione

### Membri ufficiali
- Ray Alder – voce
- Jim Matheos – chitarra
- Joey Vera – basso, cori
- Bobby Jarzombek – batteria
- Mike Abdow – chitarra

### Ospiti
- Gavin Harrison – batteria (9)
- Mika Posen – violino (6)
- Raphael Weinroth-Browne – violoncello (6)
- George Hideous – basso (9, 13)